# Hebeloma alpinum
Hebeloma alpinum là một loài nấm trong họ Hymenogastraceae. Ban đầu nó được Favre mô tả bằng tiếng Thụy Sĩ là giống alpina của Hebelomarustuliniforme; G. Bruchet đã nâng nó lên thành loài vào năm 1970.